# Махмуд Каграба
Махмуд Каграба (араб. Mahmoud Kahraba; нар. 13 квітня 1994, Єгипет) — єгипетський футболіст, нападник національної збірної Єгипту та аравійського клубу «Аль-Іттіхад».

## Клубна кар'єра
Вихованець юнацьких команд футбольних клубів «Аль-Аглі» та «ЕНППІ Клуб».
У дорослому футболі дебютував 2010 року виступами за команду «ЕНППІ Клуб», в якій провів три сезони, взявши участь у 16 матчах чемпіонату.
Своєю грою за цю команду привернув увагу представників тренерського штабу клубу «Люцерн», до складу якого приєднався 2013 року. Відіграв за люцернську команду наступний сезон своєї ігрової кар'єри.
2014 року уклав контракт з клубом «Грассгоппер», у складі якого провів наступний рік своєї кар'єри гравця.
З 2015 року один сезон захищав кольори команди клубу «Замалек». Більшість часу, проведеного у складі каїрського «Замалека», був основним гравцем атакувальної ланки команди. В новому клубі був серед найкращих голеодорів, відзначаючись забитим голом в середньому щонайменше у кожній третій грі чемпіонату.
До складу клубу «Аль-Іттіхад» на правах оренди приєднався 2016 року.

## Виступи за збірні
Протягом 2011—2012 років грав у складі юнацької збірної Єгипту на рівнях U-17 та U-19, взяв участь у 7 іграх на юнацькому рівні, відзначившись одним забитим голом.
Протягом 2012—2015 років залучався до складу молодіжної збірної Єгипту. На молодіжному рівні зіграв у 32 офіційних матчах, забив 17 голів.
2013 року дебютував в офіційних матчах у складі національної збірної Єгипту.
У складі збірної був учасником Кубка африканських націй 2017 року у Габоні.

### Голи за збірну
| # | Дата           | Стадіон                                   | Суперник | Гол | Результат | Змагання                      |
| - | -------------- | ----------------------------------------- | -------- | --- | --------- | ----------------------------- |
| 1 | 6 вересня 2015 | Національний, Нджамена, Чад               | Чад      | 4–1 | 5–1       | Кваліфікаця на КАН-2017       |
| 2 | 29 січня 2017  | Стад де Порт-Жантіль, Порт-Жантіль, Габон | Марокко  | 1–0 | 1–0       | Кубок африканських націй 2017 |

| Дата       | Місто                         | Господарі | Результат | Гості    | Турнір                                   | Голи | Примітки |
| ---------- | ----------------------------- | --------- | --------- | -------- | ---------------------------------------- | ---- | -------- |
| 10-09-2013 | Червоне Море (губернаторство) | Єгипет    | 4 – 2     | Гвінея   | Відбір до ЧС 2014                        | -    | 46'      |
| 14-11-2013 | Каїр                          | Єгипет    | 2 – 0     | Замбія   | товариський матч                         | -    | 63' 90'  |
| 19-11-2013 | Каїр                          | Єгипет    | 2 – 1     | Гана     | Відбір до ЧС 2014                        | -    | 40'      |
| 08-06-2015 | Александрія                   | Єгипет    | 2 – 1     | Малаві   | товариський матч                         | -    | 67'      |
| 14-06-2015 | Александрія                   | Єгипет    | 3 – 0     | Танзанія | Відбір до Кубка африканських націй 2017  | -    | 67'      |
| 06-09-2015 | Нджамена                      | Чад       | 1 – 5     | Єгипет   | Відбір до Кубка африканських націй 2017  | 1    |          |
| 11-10-2015 | Абу-Дабі                      | Єгипет    | 3 – 0     | Замбія   | товариський матч                         | -    | 46'      |
| 14-11-2015 | Нджамена                      | Чад       | 1 – 0     | Єгипет   | Відбір до ЧС 2018                        | -    |          |
| 17-11-2015 | Александрія                   | Єгипет    | 4 – 0     | Чад      | Відбір до ЧС 2018                        | -    | 84'      |
| 29-01-2016 | Асуан                         | Єгипет    | 2 – 0     | Лівія    | товариський матч                         | -    | 68'      |
| 08-01-2017 | Каїр                          | Єгипет    | 1 – 0     | Туніс    | товариський матч                         | -    | 71'      |
| 21-01-2017 | Порт-Жантіль                  | Єгипет    | 1 – 0     | Уганда   | Кубок африканських націй 2017 - 1-й етап | -    | 80'      |
| 25-01-2017 | Порт-Жантіль                  | Єгипет    | 1 – 0     | Гана     | Кубок африканських націй 2017 - 1-й етап | -    | 70'      |
| Усього     |                               | Матчів    | 13        |          | Голів                                    | 1    |          |

## Титули і досягнення
- Чемпіон Єгипту (1):

«Аль-Аглі»: 2019—2020
- Володар Кубка Єгипту (6):

«ЕНППІ Клуб»: 2011
«Замалек»: 2015, 2016, 2018—2019
«Аль-Аглі»: 2019—2020, 2021—2022
- Володар Кубка наслідного принца Саудівської Аравії (1):

«Аль-Іттіхад»: 2016—2017
- Володар Королівського кубка Саудівської Аравії (1):

«Аль-Іттіхад»: 2017—2018
- Володар Кубка конфедерації КАФ (1):

«Замалек»: 2017—2018
- Володар Суперкубка Єгипту (2):

«Аль-Аглі»: 2021/22, 2022/23
- Переможець Ліги чемпіонів КАФ (3):

«Аль-Аглі»: 2019–2020, 2020–2021, 2022–2023
- Володар Суперкубка КАФ (2):

«Аль-Аглі»: 2020, 2021
Збірні
- Чемпіон Африки (U-20): 2013
- Срібний призер Кубка африканських націй: 2017